# Speak No Evil (film, 2024)
Pour les articles homonymes, voir Speak No Evil et Ne dis rien.
Pour plus de détails, voir Fiche technique et Distribution.
Speak No Evil ou Ne dis rien au Québec est un film américain réalisé par James Watkins et sorti en 2024. Il s'agit du remake du film danois du même titre, sorti en 2022.

## Synopsis
Les Dalton, une famille d'Américains, se rendent dans la maison isolée de Paddy et Ciara Feld, un couple britannique qu'ils ont rencontré durant les vacances. Mais ce week-end familial va finalement virer au cauchemar.
À l'aide d'un album photo, Ant, « fils » muet des Feld, révèle à la fille des Dalton, Agnès, que Paddy et Ciara sont des tueurs en série qui attirent les familles dans leur ferme, les dépouillent de tous leurs biens et les tuent avant de couper la langue de leurs enfants. Ant fait comprendre à Agnès que cela lui est arrivé, à lui et à sa famille, et que Paddy et Ciara comptent faire d'eux leurs prochaines victimes.

## Fiche technique
Sauf indication contraire, les informations mentionnées dans cette section peuvent être confirmées par la base de données cinématographiques IMDb,  présente dans la section « Liens externes ».
- Titre original et français : Speak No Evil
- Titre québécois : Ne dis rien[2]
- Réalisation : James Watkins
- Scénario : James Watkins, d'après le scénario original de Christian Tafdrup et Mads Tafdrup
- Musique : Danny Bensi et Saunder Jurriaans
- Décors : Prudence Howard
- Costumes : Keith Madden
- Photographie : Tim Maurice-Jones
- Montage : Jon Harris
- Production : Jason Blum
  - Production exécutive : Jacob Jarek, Paul Ritchie, Beatriz Sequeira, Christian Tafdrup
  - Coproduction : Jon Romano
- Sociétés de production : Blumhouse Productions, en coproduction avec Universal Pictures
- Sociétés de distribution : Universal Pictures (États-Unis, Québec[2]) ; Sony Pictures Releasing International (Belgique), Universal Pictures International (France)
- Pays de production :  États-Unis
- Langue originale : anglais
- Format : couleur – 2,39:1 – son Dolby Digital
- Genre : thriller psychologique
- Durée : 110 minutes
- Dates de sortie : Dates sujettes à modification
  - États-Unis : 9 septembre 2024 (DGA Theater, New York)[3] ; 13 septembre 2024 (sortie nationale)
  - Belgique : 11 septembre 2024
  - Québec : 13 septembre 2024[2]
  - France, Suisse romande : 18 septembre 2024
- Classification[4] :
  - États-Unis : R (interdit aux moins de 17 ans non accompagnés)
  - France : Interdit aux moins de 12 ans

## Distribution
Sauf indication contraire, les informations mentionnées dans cette section peuvent être confirmées par les bases de données cinématographiques IMDb et Allociné,  présentes dans la section « Liens externes ».
- James McAvoy (VF : Alexis Victor ; VQ : Nicolas Charbonneaux-Collombet) : Paddy (Patrick) Feld
- Aisling Franciosi (VF : Myrddrina Antoni ; VQ : Sarah Anne Parent) : Ciara Feld
- Mackenzie Davis (VF : Victoire Charval ; VQ : Kim Jalabert) : Louise Dalton
- Scoot McNairy (VF : Gilduin Tissier ; VQ : Claude Gagnon) : Ben Dalton
- Alix West Lefler (VF : Lior Chabbat ; VQ : Élia St-Pierre) : Agnes Dalton
- Dan Hough (sans dialogue) : Ant
- Kris Hitchen (en) (VF : Swan Demarsan ; VQ : Louis-Philippe Dandenault) : Mike
- Motaz Malhees (VF : Erwan Zamor) : Mujhid
- Jakob Højlev Jørgensen (VF : Yann Sundberg ; VQ : Jacques Lavallée) : Torsten

 Source et légende : version française (VF) sur RS Doublage et carton cinématographique du doublage français ; version québécoise sur le carton cinématographique du doublage québécois.

## Production

### Attribution des rôles
En avril 2023, James McAvoy et Mackenzie Davis feront partie du projet du film. En mai suivant, ils sont rejoints par Scoot McNairy.

### Tournage
Le tournage se déroule en Croatie, ainsi qu'en Angleterre.

## Sortie
Speak No Evil est présenté en avant-première mondiale, le 9 septembre 2024, au DGA Theater à New York